# Földes Miklós
Földes Miklós (Budapest, 1973. január 19.–) egyetemi oktató, fordító, nyelvtanár. 2000 óta az ORIGO Nyelvi Centrum vizsgáztatója, szakképzője, 2018 óta az ELTE BTK, ELTE GTK, az IBS, a Milestone Intézet és az Oxfordi Egyetem oktatója, munkatársa. 2008-2017-ig az Egyesült Királyságban élt és dolgozott.

## Életrajza
1999-ben végzett az ELTE Bölcsészettudományi Karán angol nyelv és irodalom szakán, itt szerezte első diplomáját. 2000-ig több külföldi egyetemen tanult, többek között a jeruzsálemi Héber Egyetemen modern Közel-Keletet, héber és arab nyelvet. 2008-tól 2017-ig az Egyesült Királyságban élt és dolgozott a közoktatásban illetve magántanárként.

## Munkái

### Fordítóként
- Lester Sumrall: A teljes ember I-III.[3]
- Roberts Liardon: Az utolsó lépés[4]
- Héber Nyelvi Kalauz, 2005

### Szerzőként
- FM Kulturguru (szerzői név): 10+1 rövid történet (2024, ISBN 978-615-02-1060-5)
- FM Kulturguru (szerzői név): 10 rövid történet magyarul és angolul, 10 short stories in Hungarian and English (ISBN 978-615-02-2361-2)